# 联盟28号
联盟28号（俄语：Союз-28) 是苏联发射的载人宇宙飞船，于1978年3月2日点火升空，是前往礼炮6号空间站的第三次任务。捷克斯洛伐克(之後斯洛伐克與捷克联盟解體)宇航员弗拉迪米尔·雷梅克 成为首位来自美国和苏联之外的宇航员进入太空。

## 外部連結
- http://www.spacefacts.de/mission/english/soyuz-28.htm （页面存档备份，存于）
- http://www.terra.es/personal/heimdall/eng/soyuz28.htm （页面存档备份，存于）
- https://web.archive.org/web/20080306054032/http://www.spacepatches.info/salyut/s28.html
- https://web.archive.org/web/20060829045235/http://astronautix.com/flights/salt6ep2.htm
- http://books.nap.edu/books/0309085489/html/index.html （页面存档备份，存于）